# Indonesien i olympiska spelen
Indonesien var med första gången vid olympiska sommarspelen 1952 och har skickat deltagare till varje olympiskt sommarspel sedan dess, med undantag för 1964 och 1980. Indonesien har aldrig varit med vid olympiska vinterspelen. Totalt har Indonesien erövrat 30 medaljer, främst i badminton och kvinnlig tyngdlyftning. 

## Medaljer
| Guld | Silver | Brons | Totalt antal medaljer |
| ---- | ------ | ----- | --------------------- |
| 8    | 14     | 15    | 30                    |

### Medaljer efter sommarspel
| Spel                                    | Guld        | Silver      | Brons       | Totalt      |
| Helsingfors 1952                        | 0           | 0           | 0           | 0           |
| Melbourne 1956 (ryttarspel i Stockholm) | 0           | 0           | 0           | 0           |
| Rom 1960                                | 0           | 0           | 0           | 0           |
| Tokyo 1964                              | Deltog inte | Deltog inte | Deltog inte | Deltog inte |
| Mexico City 1968                        | 0           | 0           | 0           | 0           |
| München 1972                            | 0           | 0           | 0           | 0           |
| Montreal 1976                           | 0           | 0           | 0           | 0           |
| Moskva 1980                             | Deltog inte | Deltog inte | Deltog inte | Deltog inte |
| Los Angeles 1984                        | 0           | 0           | 0           | 0           |
| Seoul 1988                              | 0           | 1           | 0           | 1           |
| Barcelona 1992                          | 2           | 2           | 1           | 5           |
| Atlanta 1996                            | 1           | 1           | 2           | 4           |
| Sydney 2000                             | 1           | 3           | 2           | 6           |
| Aten 2004                               | 1           | 1           | 2           | 4           |
| Peking 2008                             | 1           | 1           | 4           | 6           |
| London 2012                             | 0           | 2           | 1           | 3           |
| Rio de Janeiro 2016                     | 1           | 2           | 0           | 3           |
| Tokyo 2020                              | 1           | 1           | 3           | 5           |
| Totalt                                  | 8           | 14          | 15          | 37          |

### Medaljer efter sport
| Sport         | Guld | Silver | Brons | Totalt |
| Badminton     | 8    | 6      | 7     | 21     |
| Tyngdlyftning | 0    | 7      | 8     | 15     |
| Bågskytte     | 0    | 1      | 0     | 1      |
| Totalt        | 8    | 14     | 15    | 37     |